# قائمة بمحطات توليد الطاقة في السودان
قائمة بمحطات توليد الطاقة في السودان

## المحطاتالكهرومائية
المحطات الكهرومائية هي التي تستخدم مساقط المياه ( الشلالات الطبيعية ) أو تُنشأ السدود في الأماكن المناسبه للتوليد ، وهو ما يحدث في السودان فعند مجري نهر النيل وروافده تم إنشاء عدد من السدود.  
فبصوره عامه نجد اي كمية من المياة علي ارتفاع معين تحتوي علي طاقه كامنه ، لذا تُسلط تلك المياه علي توربينة مائية تربط مع مولد كهربي يدور بدوارها.  

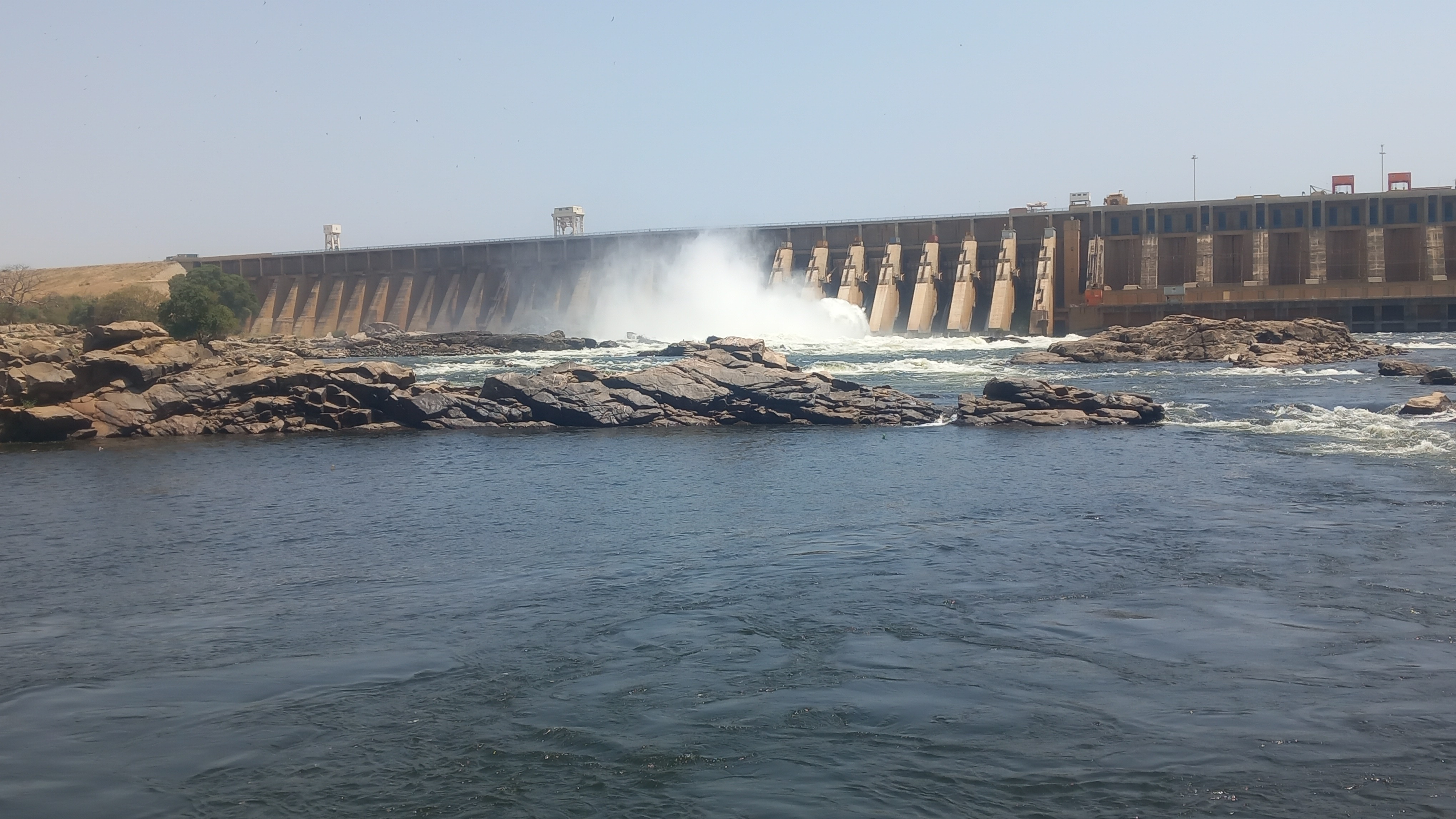
خزان الروصيرص من الإتجاه الامامي

| اسم المحطة            | المدينة       | النوع     | السعة بالميجا واط | سنة الانتهاء | النهر        | المصادر |
| --------------------- | ------------- | --------- | ----------------- | ------------ | ------------ | ------- |
| سد الروصيرص           | الدمازين      | خزان مائي | 280               | 2013         | النيل الأزرق | [ 1 ]   |
| سد مروي               | مروي          | خزان مائي | 1250              | 2009         | نهر النيل    | [ 2 ]   |
| سدي أعالي عطبرة وستيت | كسلا والقضارف | خزان مائي | 320               | 2015         | نهر عطبرة    | [ 3 ]   |
| محطة كجبار للتوليد    | كجبار         | خزان مائي | 300               | 1995         | نهر النيل    | [ 4 ]   |
| جبل الأولياء          | جبل اولياء    | خزان مائي | 35                | 1937         | النيل الأبيض | [ 5 ]   |
| خشم القربة            | خشم القربة    | خزان مائي | 15                | 1964         | نهر عطبرة    | [ 6 ]   |
| خزان سنار             | سنار          | خزان مائي | 15                | 1925         | النيل الأرزق | [ 7 ]   |
| محطة شيرايك للتوليد   |               | خزان مائي | 350               |              | نهر النيل    |         |

## محطات حرارية
المحطات الحرارية هي عدة انواع و  تشمل محطات التوليد البخارية و المحطات ذات الاحتراق الداخلي  مثل المحطات ( الغازية و الديزل ) و المحطات النوويه .
فمحطات التوليد الغازيه تتكون في ابسط صورها من وحدة تغذية وقودية وضاغط لهواء الاحتراق وغرفة احتراق نفاثة وتوربينة غازية ومولد كهربائي متصل بعمود التوربينة يدور مع دوار التوربينة
| اسم المحطة        | المدينة | النوع                                   | السعة بالميجا واط | سنة الانتهاء | المصادر |
| ----------------- | ------- | --------------------------------------- | ----------------- | ------------ | ------- |
| الجيلي (El Jaili) | قري     | العنفة الغازية ذات الدورة المغلقة(CCGT) | 460               | 2007         | [ 9 ]   |
| محطة محمود شريف   | بحري    | حرارية                                  | 380               | 2007         | [ 10 ]  |
| محطة أم دباكر     | كوستي   | حرارية                                  | 500               | 2016         | [ 11 ]  |

## محطات طاقة شمسية
الطاقة الشمسية وهي من الطاقات المتجددة وتوجد بصوره كبيره في السودان نسبة للمساحة الكبيره في البلاد ويعد السودان من اكبر الامكان التي يوجد فيها معدل اشعاع شمسي في العالم يوجد بنسبة عاليه 
| اسم المحطة  | المدينة | النوع      | السعه بالميجا واط | سنة الانتهاء | المصادر |
| ----------- | ------- | ---------- | ----------------- | ------------ | ------- |
| محطة عطبرة  | عطبرة   | طاقة شمسية | 54                | 2022         | [ 12 ]  |
| محطة الفاشر | الفاشر  | طاقة شمسية | 5                 | 2019         | [ 13 ]  |